# Les Compagnons de Baal
Pour les articles homonymes, voir Baal (homonymie).
Les Compagnons de Baal est une mini-série française en 7 épisodes de 50 minutes en noir et blanc réalisée par Pierre Prévert. Elle a été diffusée du 29 juillet au 9 septembre 1968 sur la deuxième chaîne de l'ORTF, en deuxième partie de soirée, et assortie d'un carré blanc. Il faudra attendre 1987 pour revoir la série, sur TF1, l'après-midi en semaine. Elle a ensuite été rediffusée par France 4 lors du lancement de la TNT en 2010.

## Synopsis
Le journaliste Claude Leroy (Jacques Champreux), en reportage sur un hold-up dans la petite ville fictive de Blaingirey, se retrouve sur la piste d'une société secrète, les Compagnons de Baal, dirigée par leur Grand Maître Hubert de Mauvouloir (Jean Martin). Adorant Lucifer, ils ne reculent devant aucun crime dans le but d'asservir le monde. Accompagné de son acolyte, Pierrot Robichat (Gérard Zimmermann), et d'une jeune fille, Françoise Cordier (Claire Nadeau) rencontrée sur place, Claude Leroy poursuit dans les tréfonds de Paris le Grand Maître, insaisissable sous ses multiples déguisements et identités, afin de lever le mystère sur ses crimes. 

## Fiche technique
- Titre : Les Compagnons de Baal
- Réalisation : Pierre Prévert
- Scénario : Jacques Champreux
- Musique : Henri Sauguet
- Date de première diffusion :  France : 29 juillet 1968 (ORTF)

## Distribution
- Claire Nadeau : Françoise Cordier
- Jacques Champreux : Claude Leroy
- Gérard Zimmermann[1] : Pierrot Robichat
- Jean Martin : Monsieur de Plassans, maire de Blaingirey / le sosie d'Hubert de Mauvouloir / le sosie du Professeur Lomer / le comte de Saint-Germain
- Jean Herbert dit Popeck : Joseph, le majordome de Mauvouloir / Frère Cheval
- René Dary : le commissaire principal Lefranc
- Raymond Bussières : Jacques Darnaud alias Diogène
- Martine Redon[2] : Liliane Darnaud
- Jacques Monod : le rédacteur en chef
- René Lefèvre : Pépère
- Pierre André Krol[3] : le véritable Professeur Lomer
- Max Desrau : le notaire
- Hubert Deschamps : le professeur de cambriole
- André Rousselet[4] : Labasse
- Clément Bairam : le directeur de la PJ
- Philippe Brizard : l'officier de gendarmerie
- Claude Richard : le gendarme Vitruve
- Claude Confortès : le brigadier
- Germaine Ledoyen : Madame Robin
- Laure Paillette : la concierge de Claude Leroy
- Patrick Lancelot : Jacques
- Roger Desmare : Mouret
- François Dyrek : Louis
- Richard Martin : l'homme des toits
- Isaac Alvarez : l'homme à la cagoule

## Résumé des épisodes

### Épisodeno1: Le Secret de Diogène (diffusé le 29 juillet 1968)
L’épisode s’ouvre sur un quai de gare en pleine nuit, on voit le panneau Blaingirey un homme en noir sort d’une Micheline, marche seul sur le quai, il a l’air grave et déterminé. Il donne son ticket au contrôleur à quai, en lui posant la question suivante: “Quel est le premier des rois ? Le premier des rois est Baal, le démon tricéphale qui règne dans la partie orientale de l'enfer. À combien de légions commande-t-il ? 66.”
C'est ainsi que les membres de l'ordre des Compagnons de Baal se reconnaissent dans la petite gare de Blaingirey dans le Jura. Le premier épisode installe les personnages principaux. Le journaliste Claude Leroy de France Midi est envoyé en province, à la suite de la mort accidentelle de son confrère. En parallèle, une jeune secrétaire de notaire nommée Françoise Cordier se rend en voiture pour remettre un paquet important. En pleine nuit, elle crève. En cherchant de l'aide, elle passe devant un cimetière et surprend des hommes cagoulés qui enlèvent un cercueil. Affolée, elle s'enfuit dans les bois. Un homme a été jeté du train également. C'est une erreur d'identité. Il a été confondu avec le journaliste parti chercher une bière et un sandwich dans la voiture-bar.
Le lendemain, tandis que le journaliste questionne le brigadier de la gendarmerie sur un casse de 300 kilos de lingots d'or dix ans auparavant, la jeune femme débarque pour porter plainte. Parmi les hommes, elle a reconnu celui qu'on appelle "Le Maître". Il s'agit du maire, joué par Jean Martin et son regard foudroyant. Un seul connaît le secret des Compagnons de Baal. C'est Diogène, un journaliste devenu alcoolique après la noyade de sa femme et de sa petite fille Liliane. Ils enlèvent Françoise, enfermée dans une pièce de la gendarmerie car personne ne croit en ses dires. Seul Claude Leroy accepte de l'aider. À la fin de l’épisode, Françoise est la cible d’une tentative d’assassinat par Monsieur de Plassans et son sbire déguisés en livreur de tapis.

### Épisodeno2: Les Mystères de l'Île-Saint-Louis (diffusé le 5 août 1968)
Claude Leroy vient sauver Françoise Cordier des Compagnons du Baal qui s’apprêtaient à l’enterrer vivante. M. De Plassans est démasqué dès ce deuxième épisode. Ainsi Claude Leroy est amené à contrecarrer les plans du « Grand Maître ». L’épisode est marqué par la « suppression » de Diogène qui, avant d'expirer son dernier souffle, confie à Claude Leroy qu’il est en possession d’une mallette contenant des informations sur les Compagnons de Baal. Celle-ci est interceptée par les hommes de main du Grand Maître avant que Claude Leroy ait eu le temps de s’en emparer. Claude trouve cependant dans le portefeuille de Diogène une note au nom de Hubert de Mauvouloir. De ce fait, il décide de se rendre à son domicile pour l’interroger en espérant trouver des réponses au sujet de Diogène. Une fois sur place, Hubert de Mauvouloir ne semble pas vraiment se souvenir de Diogène. Mais l'on s'aperçoit très vite que ce mystérieux M. de Mauvouloir n’est nul autre que le Grand Maître des Compagnons du Baal (déguisé). Claude croit apercevoir la fille disparue de Diogène jouant de la harpe sur les lieux. Mais « M de Mauvouloir » prétend que c'était une illusion. Le journaliste parti, M de Plassans enlève son déguisement et enfile la cape et le masque du Grand Maitre ; après quoi il emmène la jeune fille... 

### Épisodeno3: Le Spectre Rouge (diffusé le 12 août 1968)
Cet épisode des Compagnons de Baal commence en compagnie de Mauvouloir qui enferme dans une prison, au sein d’immenses catacombes secrètes, Liliane, une jeune fille enlevée et qui semble complètement sous l’empire de son hypnose. Alors que Leroy et Pierrot continuent leur investigation sur la secte, celle-ci se retrouve au sein d’une réunion et vote le meurtre de « Lapince », mission dans le cadre de leur conquête du monde. À la suite de cela, Liliane, toujours dans un état de démence, tente d'attaquer Mauvouloir et se fait assommer puis porter par le majordome à sa prison. Leroy, épiant depuis la fenêtre, l’aperçoit alors inconsciente dans ses bras. Il se rapproche de son but et suit Mauvouloir qui sort alors, et ce jusqu’à une foire où il parle à un forain, lui aussi membre des Compagnons ? Au sein de la foire, Leroy et Françoise intègrent une attraction, un train « fantôme » dirigé par le forain précédemment vu et dans laquelle Mauvouloir s’est faufilé. À la fin de cette attraction, on retrouve l’homme derrière eux visiblement inconscient, mort poignardé. Cet évènement amènera le Commissaire Lefranc à enquêter sur ce qui semble être un meurtre.  
Au même moment, Mauvouloir lance l’opération « Caïm » et deux hommes cagoulés vont alors se rendre dans une maison où semble se trouver une autre secte, chantant à la gloire de « Cosmochronos » : ils vont enlever leur chef. Alors que l’investigation de la foire bat son plein, le commissaire tend à suspecter Leroy et Françoise, puis le forain, mais c’est sans compter un autre homme, d’apparence fou, surprenant le groupe déguisé en squelette et permettant au forain de s’enfuir. Une course-poursuite s’enchaîne alors, durant laquelle ce fou prend des mains d’un policier un crâne de squelette et va se cacher à l’intérieur d’un affichage. Cette cachette est en fait celle des Compagnons du Baal, et le Maître sera alors en contact avec cet homme. On comprend alors que ce crâne renferme « les diamants Bervale » d’une grande valeur permettant au Maître de s’enrichir et constituant une étape décisive dans sa conquête du monde. Après cela, le Commissaire rend visite à Leroy et décide de l’accompagner chez Mauvouloir, dubitatif, afin d’être éclairé sur cette « soi-disant » secte. On retrouve alors le Maître, grimé en vieil homme faible et en fauteuil roulant. Comme alibi, il prétend avoir été en compagnie d’un ami, M. Lomer, chercheur en laboratoire sur les serpents, mais lorsque les deux hommes vont lui rendre visite, celui-ci semble déluré et ne peut donner de jour précis concernant sa visite chez Mauvouloir. Les pistes sont alors d’autant plus brouillées. L’épisode se termine sur une nouvelle réunion des Compagnons du Baal, présidés par leur Maître, ordonnant la mise à mort du forain pour avoir failli à sa mission et ayant éveillé les suspicions de la police : une sentence, donc, flagrante d’injustice.  

### Épisodeno4: L'Inquiétant Professeur Lomer (diffusé le 19 août 1968)
Les Compagnons de Baal se réunissent dans leur repaire pour orchestrer leurs futurs plans machiavéliques qui engendreront une terreur mondiale tant politique qu'économique. Ils évoquent le cas du journaliste Claude Leroy. Agacé de ses interventions et de sa curiosité mal placée, le conseil le condamne à mort. Claude Leroy et Françoise Cordier soupçonnent le Professeur Lomer d'être un fidèle des Compagnons de Baal. Le journaliste part à ses trousses, malheureusement il tombe dans un traquenard et se fait enlever par le Professeur Lomer qui en réalité n'est autre que Monsieur de Plassans, le maître des Compagnons de Baal. De son côté, Françoise est renversée par une voiture conduite par des Compagnons qui la visaient. Elle s'en sort vivante et est emmenée à l'hôpital. Les ravisseurs transportent Claude Leroy au Muséum d'Histoire Naturelle. Ils le droguent et libèrent des serpents pour lui ôter la vie.
Parallèlement, le véritable Professeur Lomer arrive au musée à la suite d'un appel téléphonique anonyme et sauve Claude. Toujours sous l'empire de l'alcool, Claude Leroy s'attaque au professeur, convaincu que celui-ci a tenté de l'assassiner. Pierrot Robichat veille sur Françoise, se rétablissant. Le maître des Compagnons de Baal et un de ses acolytes s'infiltrent dans l'hôpital, étourdissent Pierrot dans le but d'effacer la mémoire de Françoise avec un trépan laser spécialement conçu pour la chirurgie crânienne. Cependant, leur sombre dessein échoue. Ultérieurement, M. De Plassans débutera les préparatifs d'une guerre de la drogue qui approche à grands pas...

### Épisodeno5: La Nuit du huit de trèfle (diffusé le 26 août 1968)
Le Comité (clan rival des Compagnons de Baal) organise une réunion de crise depuis l’une de leurs planques. Pendant ce temps là, les Compagnons de Baal encerclent furtivement le repère du Comité, jusqu’à les prendre en otage au bout d’une violente fusillade. Mais durant ce désordre l’un des truands s’échappe et tue le compagnon Xafan (Maxime Carrier Valladour dit le grand financier). Le reste des otages est convoyé jusque dans un bois où M. De Plassans leurs intime l’ordre de collaborer pour retrouver le fuyard. Il s’éclipse alors avec l’un de ses Compagnons pour maquiller la mort de Maxime Carrier Valladour. Sa supercherie provoquera un véritable krach boursier lorsque le monde sera au courant.
De son côté Claude Leroy continue son enquête avec ses collègues journalistes. Un ancien intime de Diogène leurs raconte qu’il aurait durant son enquête rencontré un caïd du milieu corse (Dominique Marquesini). Depuis Diogène n’ébruita plus l’affaire jusqu’à ces derniers temps où il est en prise à des démences. Marquesini est lui resorti de prison il y a 2 ans et travaillerait désormais dans un mystérieux cimetière pour chiens. Dans le même temps, M. De Plassans use de sa télépathie sur une adoratrice qu’il entraine à tuer. Au fil de leurs investigations, nos héros journalistes vont parvenir à se mêler aux fidèles d’une mystérieuse secte durant une office à la gloire du divin Cosmochronos. Ils pensent alors reconnaitre Marquesini en lieu et place de l’un des précepteurs spirituels. Mais lors de l’entrevue de fin de service, l’homme affirme que cet homme est mort. Les circonstances de leurs enquêtes vont pourtant les conduire à espionner une réunion des Compagnons de Baal qui a lieu dans une gare de triage dont ils ont pris possession. Au milieu des wagons à marchandise se trouve le fuyard qui attend sa sentence pendant que Mauvouloir harangue ses troupes et fait de lui un bouc émissaire. Les journalistes réalisent alors l’utilité de l’enquête de Diogène. Trop tard, ils sont faits. Repérés par les Compagnons de Baal, nos deux compères parviennent à s’enfuir malgré la fusillade qui a eu lieu.

### Épisodeno6: L'Héritage de Nostradamus (diffusé le 2 septembre 1968)
Claude Leroy et Pierrot Robichat s'introduisent dans le lieu de culte des fidèles de Cosmochronos, le divin. En fouillant les lieux, ils découvrent le corps sans vie du maître du culte dans un sous-sol qui semble être un laboratoire de fabrication de drogues. Ils comprennent que le culte est sous l'emprise des Compagnons de Baal. Claude et Pierrot sont rapidement repérés. Ils s'enfuient par les égouts. Leurs recherches les amènent à rencontrer l'écrivain Jérôme Leplu. Il raconte les origines des Compagnons de Baal et que leur maître, le comte de Saint-Germain, est un alchimiste aguerri qui a découvert le secret de l'immortalité. Avertis et effrayés par ces révélations, les Compagnons de Baal mettent à mort Jérôme Leplu. Claude, Pierrot ainsi que Nicole, convaincus que monsieur De Mauvouloir est un Compagnon, planifient d'entrer par effraction à son domicile. Par conséquent, Claude et ses partenaires vont rencontrer le " prof ", un cambrioleur expert qui enseigne l'art du crochetage de serrures. Entre-temps, Joseph, le serviteur et allié fidèle de M. de Plassans, est arrêté par la police, à la suite d'un meurtre. Il se retrouve en cellule aux côtés de frère Goéland, un adorateur de Cosmochronos. Pour protéger les secrets de son maître, il élimine son frère et revêt ses habits. Ainsi il se glisse hors du commissariat et maintient les mystères qui gravitent autour des Compagnons de Baal.

### Épisodeno7: L'Éveil de Liliane (diffusé le 9 septembre 1968)
Le dernier épisode de la série s’ouvre sur l’infiltration de Leroy et Françoise au sein de la maison de Mauvouloir. Cependant, après quelques recherches, ils se font attraper par la Maître et son majordome : Leroy est assommé, Françoise enlevée puis bâillonnée dans la prison de Liliane, la jeune fille démente. Pierrot, lui, posté en sentinelle à l’extérieur de la maison, se fait endormir par un homme que l’on devine complice du Maître. Leroy se retrouve face à ce maître et comprend alors qu’il n’est ni Mauvouloir, ni le Professeur Lomer, mais De Plassans qui a pris soin de se déguiser en chacun d’eux. Liliane arrive dans le salon, et c’est alors que celui-ci expose son plan machiavélique : il déguisera la mort prochaine de Leroy en faisant passer Liliane pour sa nièce démente, et l’on retrouvera son cadavre mutilé. Il les laisse alors tous les deux : Liliane tient un couteau et semble toujours aussi avide de violence, mais le journaliste est sauvé par l’arrivée du commissaire Lefranc et sa troupe. On apprend que le commissaire enquête depuis plus de 10 ans sur les Compagnons de Baal et qu’il a « utilisé » Leroy et ses amis comme appâts pour enfin les démasquer. S’ensuit alors une sorte de course-poursuite après que les policiers tentent d’ouvrir l’entrée secrète vers les sous-sols. Ils découvrent dans un des murs le cadavre du véritable Mauvouloir. Leroy réussit à s’y faufiler mais De Plassans possède un dispositif de sécurité entraînant des éboulements afin d’en empêcher l’accès, et celui-ci se retrouve alors seul dans ces immenses catacombes, à la recherche de Françoise. Celle-ci est laissée par le Maître dans un couloir, dont un mur se referme derrière lui. Lorsque Leroy la retrouve, un autre mur se referme derrière lui et le couple se retrouve piégé. 
Pendant ce temps, le commissaire fouille et perquisitionne la maison, et l’on découvre que ce dispositif de sécurité comprend également de brûler les documents de la maison afin de supprimer les preuves. Face à toutes ces péripéties, Liliane se retrouve seule et parvient à s’enfuir en direction des sous-sols par une autre porte secrète. Leroy et Françoise, eux, paniquent car les murs révèlent des piquets et commencent à se rapprocher, mais ils sont sauvés in extremis par un homme masqué à l’effigie des Compagnons, qui désactive le piège. Alors que Pierrot retrouve ses amis et parvient à les extirper du piège, De Plassans continue sa fuite suivi de près par eux, le véritable Lomer sur lequel ils sont tombés, mais également Liliane, et l’homme inconnu qui tombe sur une réunion des Compagnons au sein du temple. Les trois amis découvrent que les Compagnons en réunion sont en fait des mannequins, au moment où De Plassans et le majordome les braquent. L’homme masqué arrive alors, les défendant, mais se fait tuer. Cet homme est en fait « Pépère », qui est un Compagnon mais est contre tous les agissements de De Plassans, et c’est lui qui a sauvé nos protagonistes durant leurs difficultés. La police arrive et, alors qu’elle se confronte au Maître, Liliane, cachée un peu plus loin, le plante, et le tue. L’épisode, et ainsi la série, se terminent sur l’arrestation du majordome, la mise en sécurité de Liliane et Pierrot, Leroy et Françoise sur une barque dans un lac, entonnant en riant le chant de Cosmochronos. 

## Réception médiatique
Le feuilleton reçoit un très bon accueil critique , malgré son heure de passage tardive et son sujet inhabituel. La presse en témoigne :
- Semaine radio télé du 14 août 68 par Jaques Parrot : « Le meilleur feuilleton français qu’il nous ait été donné à voir depuis longtemps. Plein de vie, d’actions, de suspense, sans effets grandguignolesques ».
- France-Soir du 28 août 1968 : « Voilà enfin un vrai feuilleton. Il échappe à nos plates réalités quotidiennes et fait revivre, en chacun de nous, une faculté rare : l’imagination libérée de tout souci de vérité et de cohérence. Il est certain que tout pâlit devant ce fantastique ».
- France-soir du 29 août 1968 : « Le feuilleton qui a fait se coucher en retard 10 millions de Français ».

## Autour de la série
- La série n'est pas exempte d'une certaine naïveté volontaire créant une atmosphère très particulière qui rappelle parfois celle des bandes dessinées de Blake et Mortimer. Ainsi dans une scène, un appartement parisien donne sur un immense escalier rectiligne conduisant aux égouts. Les membres de la secte se reconnaissent entre eux par l'échange suivant : « - Quel est le premier des rois ? - Le premier des rois est Baal, le démon tricéphale qui règne dans la partie orientale de l'enfer. - À combien de légions commande-t-il ? - À 66. »
- La série témoigne de l'intérêt de ses créateurs pour le cinéma fantastique à travers de nombreuses références littéraires ou cinématographiques.
- Jacques Champreux, scénariste de la série, est le petit-fils de Louis Feuillade, cinéaste français ayant travaillé sur différents films comme Fantômas ou Les Vampires, succès du cinéma français. Son influence est notable, comme celle de Georges Franju, autre grand réalisateur fantastique sur grand et petit écran avec notamment Les Yeux sans visage et L'Homme sans visage.
- Cette série contribua à l'émergence du concept de fiction télévisuelle qui émerge à partir des années 1980[5]. Dans une interview[6] Jacques Champreux expose toutes ses influences culturelles et personnelles qui sont intervenues dans son processus d'adaptation d'une œuvre de fiction pour la télévision française des années 1960.
- Jean Herbert, qui incarne le majordome de Mauvouloir, sera connu plus tard sous le nom de Popeck.
- En raison d'un dessin satirique du  Canard enchaîné présentant le général de Gaulle en grand maître des Compagnons de Baal, les responsables de chaînes se gardèrent longtemps de rediffuser la série, le dessin ayant donné à l’œuvre une coloration subversive.
- Claire Nadeau, qui débute ici, est connue par la suite pour sa participation sous le nom de Mme Foldingue aux émissions de Stéphane Collaro et, plus récemment, pour son rôle de « Mamie Suze » dans les Tuche.